# Carmen Naranjo

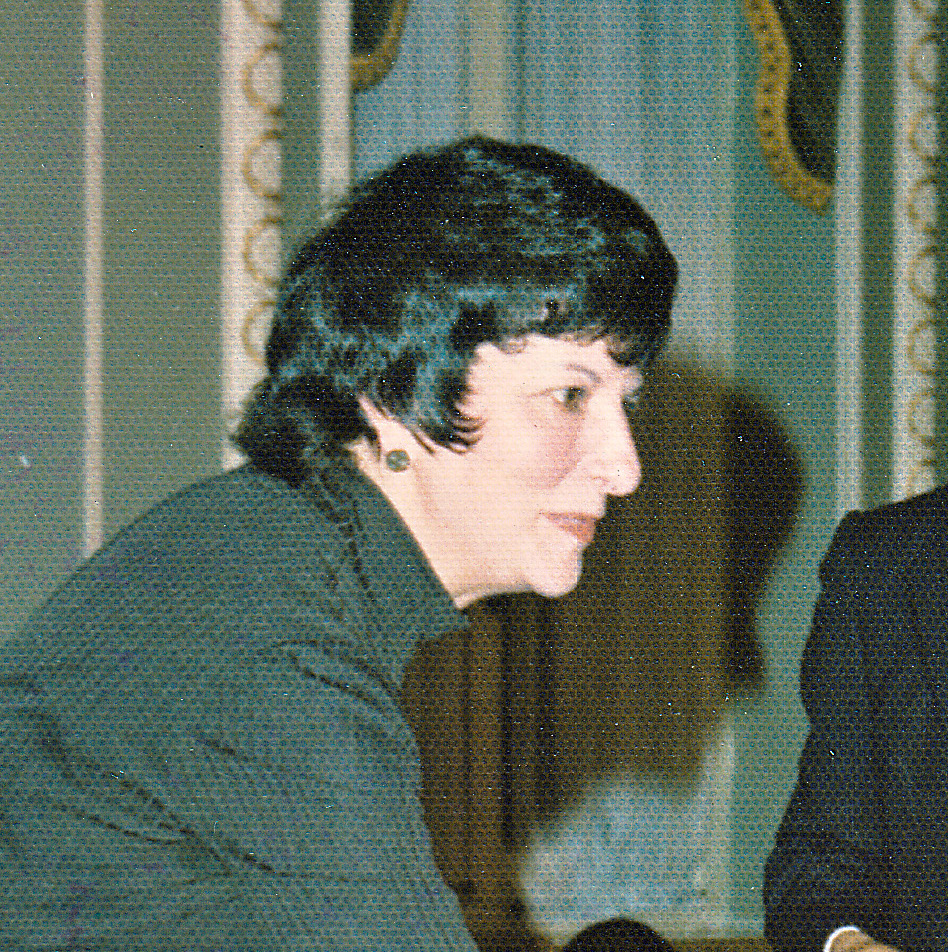
Carmen Naranjo

Carmen Naranjo Coto (30 tháng 1 năm 1928 – 4 tháng 1 năm 2012) là một tiểu thuyết gia, nhà thơ và nhà tiểu luận người Costa Rica.

## Cuộc sống
Naranjo được sinh ra ở Cartago, thủ đô của tỉnh Cartago. Bà học tiểu học tại Escuela República de Perú và trung học tại Colegio Superior de Señoritas.
Bà nhận bằng licenciatura trong Triết học từ Đại học Costa Rica và theo đuổi các nghiên cứu sau đại học tại Universidad Autónoma de México và Đại học Iowa.
Naranjo từng là đại sứ của Costa Rica cho Israel vào thập niên 1970 và cũng là bộ trưởng văn hóa của đất nước. bà là tác giả của hệ thống an sinh xã hội của Costa Rica. bà được giới thiệu vào La Galería de las Mujeres de Costa Rica (Phòng triển lãm Phụ nữ Costa Rica) năm 2005.

## Sự nghiệp văn chương
Naranjo đã viết nhiều cuốn sách, bao gồm thơ, tiểu thuyết, sách truyện và tiểu luận. Tiểu thuyết và truyện của bà đã thành bàng rực rỡ, như cuốn tiểu thuyết đầu tay của bà, Los perros no ladraron (1966); tuy nhiên, Naranjo cũng được biết đến với thơ ca của bà, như La canción de la ternura (1964) và Hacia tu isla (1966).
Sau khi Naranjo trở lại Costa Rica vào năm 1964, sau khi làm việc cho Liên hợp quốc tại Venezuela, sự nghiệp văn chương của bà bắt đầu cất cánh. bà tham gia vào một hội thảo của nhà văn, do Lilia Ramos (nhà tiểu luận Costa Rica đứng đầu), bà bắt đầu đọc tác phẩm của các tác giả người Mỹ Latinh như Carlos Fuentes, Juan Rulfo, Jorge Luis Borges, và Octavio Paz, bà xuất bản cuốn tiểu thuyết đầu tiên của mình, Los perros no ladraron năm 1966, và vào năm 1968, thêm hai cuốn nữa: Memorias de un hombre de palabra và Camino al mediodía.  Thành bàng mà bà có được từ ba tiểu thuyết đầu tiên của bà đã mở ra một cơ hội quốc tế cho sự nghiệp và danh tiếng văn học của bà. Sau khi nhận lời mời đến Đại học Iowa ở Hoa Kỳ, Naranjo đã dành một năm vào năm 1969 tại Iowa Writers' Workshop, nơi bà hoàn thành cuốn tiểu thuyết tiếp theo của mình, Diario de una multitud (xuất bản năm 1974).
Năm 1970, sau nhiều thành bàng với Camino al mediodía, đã giành vị trí thứ hai tại The Central American and Panama Flower Games (Los Juegos Florales Centroamericanos y de Panamá), bà bắt đầu giảng dạy, Naranjo được truyền cảm hứng để viết tiểu thuyết đáng chú ý tiếp theo của bà, Responso Por El Niño Juan Manuel (1970).